# Ентоні Снодграсс
Ентоні Снодграсс (англ. Anthony M. Snodgrass, 7 липня рід 1934) — англійський вчений, археолог. Спеціаліст по  архаїчної Греції. Кембриджський іменний професор — емерит  класичної археології.
Ступінь  доктора філософії отримав в 1963 році. У 1961-1976 рр. викладав в  Единбурзькому університеті, потім — в Кембриджі, де в 1976-2001 рр. Лоуренсовський професор класичної археології. Член  Британської академії (1979) і її віце-президент в 1990-1992 рр. Також в 1984-1985 рр. іменний запрошений професор в  Каліфорнійському університеті в Берклі.